# 2020年4月中国大陆

## 4月1日
- 2020年4月1日是中国同印度建交70周年纪念日。中共中央总书记、中国国家主席习近平同印度总统拉姆·纳特·科温德、中国国务院总理李克强同印度总理纳伦德拉·莫迪互致贺电[1]。
- 国家禁毒委员会主任赵克志在全国禁毒工作电视电话会议上强调，要整治突出毒品问题，提升毒品治理能力[2]。
- 国家卫健委自当日起通报中国大陆地区COVID-19无症状感染者[3]。
- 赤喀高速铁路开始联调联试。[4]
- 青岛某社区在进行核酸检测的时候，三名外国人公然插队。此举引起了排队群众的强烈不满。双方在交涉过程中，其中一名外国人将一名男子的单据扔在了地上，并叫嚣“中国人出去”（Chinese Get Out）。当晚，官方回应称因前来检测采样人员较多导致，并表示将加强服务管理和秩序引导，采取有力措施维护好现场秩序。[5]可网民普遍认为此事更加体现出在中国大陆的外国人的超国民待遇，并对官方处理措施表示不满。4月2日，那名扔单据男子手写道歉信，但仍不能平息网络上的不满与斥责。[6]
- 7时28分许，广州市第八人民医院嘉禾院区住院部一楼隔离病区，有一名尼日利亚籍COVID-19确诊患者不配合治疗，并将一女护士打伤。当天7时20分许，女护士汪某请该患者抽血检查，他不予理睬并试图强行走出隔离病房。护士见状立即将其阻拦，被其推倒在地殴打并咬伤脸部。[7]此事件在中国大陆网络引起公愤，4月2日凌晨，广州警方已立刑事案件对此事进行调查。[7]
- 20时23分，四川甘孜州石渠县（北纬33.04度，东经98.92度）发生5.6级地震，震源深度10千米。[8]

## 4月2日
- 中国科学院“探索一号”船搭载“深海勇士”号载人潜水器抵达三亚，途中执行了22个深潜任务，并在南海首次发现鲸落。[9]
- 国家邮政局、工业和信息化部印发《关于促进快递业与制造业深度融合发展的意见》，提出到2025年，快递业服务制造业范围持续拓展，深度融入汽车、消费品、电子信息、生物医药等制造领域[10]。
- 国务院联防联控机制就新冠肺炎疫情防控与医疗国际合作工作情况举行发布会，会上表示对入境人员主张执行的是集中隔离观察，不主张、不支持居家隔离[11]。

## 4月3日
- 北京民航总医院杀医案中的杀人犯孙文斌被依法执行死刑。[12]

## 4月4日

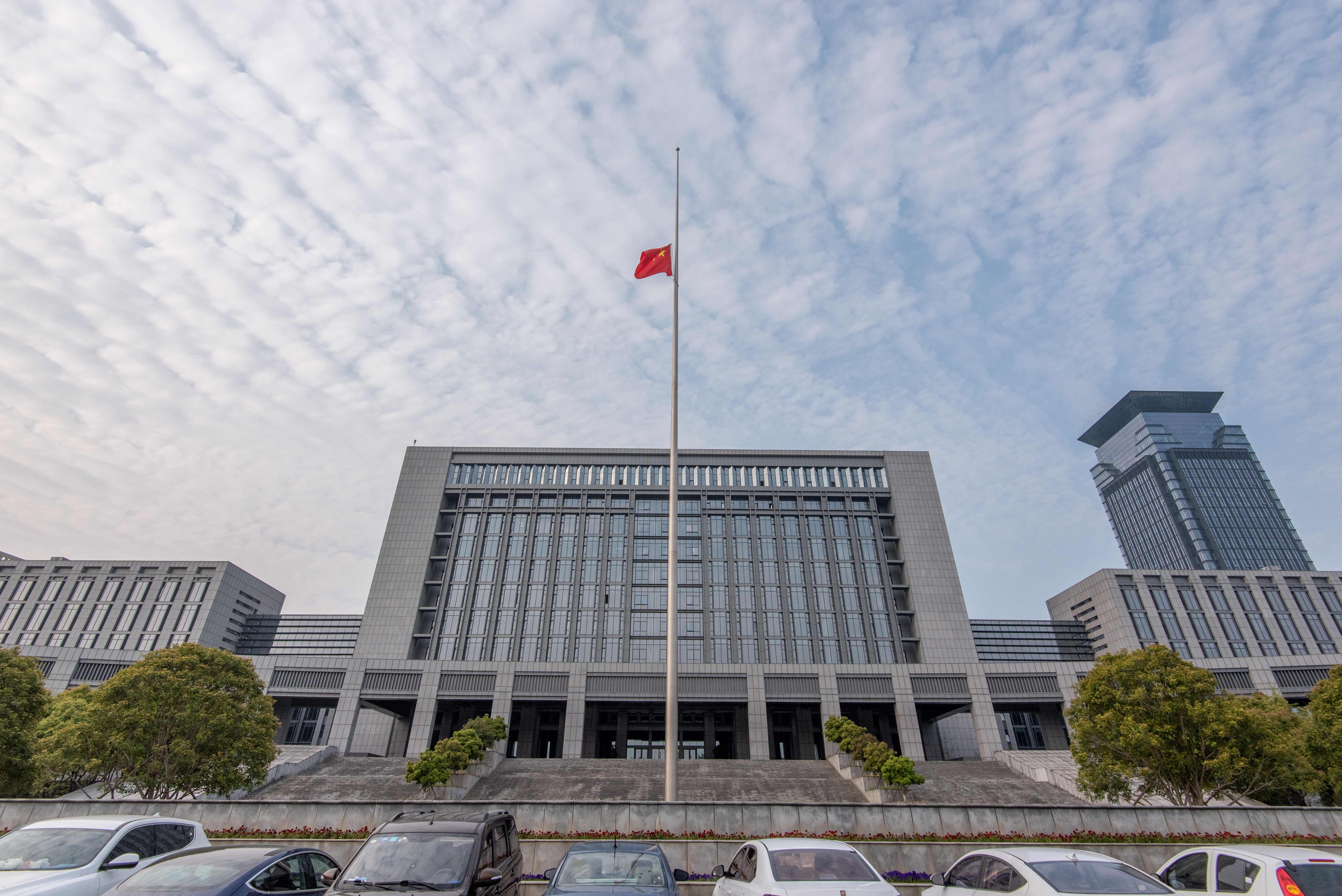
2020年4月4日，浙江省宁波市镇海区政府下半旗志哀

- 中国全国为COVID-19「牺牲烈士」与病逝者举行哀悼活动，包括降半旗、鸣笛、拉响防空警报、停止公共娱乐活动等。驻外使领馆降半旗志哀[13]。同日10点，习近平、李克强、栗战书、汪洋、王沪宁、赵乐际、韩正、王岐山等党和国家领导人在中南海怀仁堂前，向抗击新冠肺炎疫情斗争牺牲烈士和逝世同胞默哀[14]。
- 腾讯、网易等公司宣布旗下所有游戏停服一天。[15][16]
- 郴州107国道万寿桥铁路桥发生小规模护坡垮塌，导致国道交通中断，部分列车晚点。[17]
- 为纪念香港基本法颁布30周年，香港特区政府将会举办一系列活动，向社会各界推广《中华人民共和国宪法》及香港基本法，特区政府会于4月推出基本法颁布30周年网上展览[18]。

## 4月5日
- 多名网民发布涉清明悼念活动不当言论被依法处理。[19]

## 4月6日
- 下午1时30分许，成都春熙路步行街，一名黑衣背包男子持刀毁坏财物，并欲砍向民警，被警方开枪击倒。随后该男子被送往医院救治。[20][21]
- 前一日被女性企业家举报猥亵的湖南省郴州市北湖区团委书记楚挺征被免职，并被立案审查。警方正在调查其涉嫌猥亵一事。[22]
- 《科学通报》发封面文章称，中国科学家在黑龙江省依兰县发现一的星球撞击遗迹陨石坑（依兰陨石坑）。这是继辽宁的岫岩陨石坑之后，在中国发现的第二个陨石坑[23]。

## 4月7日
- 中国和巴基斯坦军队卫生部门领导及临床、检测、防控等相关领域专家约20人分别在北京、武汉和拉瓦尔品第三地召开肺炎疫情防控经验分享视频会议。这是中国军队组织的首场与外军就COVID-19疫情防控经验分享视频会议[24]。
- 世界知识产权组织发布最新报告称，2019年中国通过世界知识产权组织提交58990件申请，超越美国，成为提交国际专利申请最多的国家[25]。
- 北京市华远集团前党委副书记、董事长任志强因涉嫌严重违纪违法，接受北京市西城区纪委纪律审查、西城区监委监察调查。[26]

## 4月8日
- 0时，武汉解除长达77天的离汉离鄂通道管控措施，恢复对外交通[27]。
- 中国电信、中国移动、中国联通三大运营商联合宣布将推出5G消息服务[28]，将实现文字、图片、音视频、表情等信息融合，并支持在线支付和群发、群聊等功能[29]。
- 中华人民共和国教育部印发通知，启动实施全国高校与湖北高校毕业生就业创业工作“一帮一”行动[30][31]。
- 因偷窃电瓶车被捕后发表「这辈子不可能打工」等特别言论而在中国大陆互联网成为知名人物并被戏称为「窃·格瓦拉」的周立齐即将刑满出狱[32]。

## 4月9日
- 中华人民共和国国家发展和改革委员会印发《2020年新型城镇化建设和城乡融合发展重点任务》的通知，督促城区常住人口300万以下城市全面取消落户限制[33][34]。
- 教育部表示，综合考虑当前2019冠状病毒病疫情疫情防控及两岸关系形势，决定暂停2020年中国大陆各地各学历层级毕业生赴台升读工作；对已在岛内高校就读并愿继续在台升读的陆生，可依自愿原则在岛内继续升读。[35]
- 时任杰瑞集团副总裁兼首席法务官鲍毓明被其养女指控从2015年（14岁）至2019年期间持续对养女实施监禁、长期性侵和虐待，事件爆出後在网络平台发酵，引起大众关注[36][37]。
- 长征三号乙运载火箭发射印尼卫星失败[38]。

## 4月10日
- 国务院联防联控机制召开新闻发布会上，中华人民共和国人力资源和社会保障部失业保险司司长桂桢表示，为保障失业人员基本生活，国务院实施了三项新举措：延长大龄失业人员领金期限、阶段性实施失业补助金政策、阶段性提高价格临时补贴[39][40]。
- 因前日广州三元里尼日利亚人被收缴护照一事[41]，中国驻尼日利亚大使周平剑应约会见尼日利亚众议长巴贾比亚米拉。周平剑俯身看桌上视频的动作被误传为“鞠躬道歉”[42]，引起网友热议，后官方发布声明澄清此事。[43]
- 中华人民共和国国务院任免国家工作人员：任命贾骞为国家粮食和物资储备局副局长。免去朱鹤新的中国人民银行副行长职务；免去曾丽瑛、韩卫江的国家粮食和物资储备局副局长职务[44][45][46]。
- 国家信访局召开领导干部会议，中国共产党中央委员会组织部副部长、中央编办主任周祖翼宣布中央决定，李文章任国务院副秘书长、国务院机关党组成员，国家信访局局长、党组书记[47][48]。

## 4月11日
- 中华人民共和国民政部基层政权建设和社区治理司司长陈越良在国务院联防联控机制新闻发布会上说，推进社区防控工作常态化是当前社区工作的首要任务，广大社区工作者必须守严守牢社区防线[49]。
- 在上海沪东中华造船厂栖装中的解放军首艘075型两栖攻击舰发生火灾。此次火災，恐怕會延遲該艦的交付時間[50]。

## 4月12日
- 湖北省宜昌市公务员谭军在宜昌市西陵区人民法院，因2019冠状病毒病湖北省疫情对湖北省人民政府提起行政诉讼（参见：谭军诉湖北政府）。
- 下午两点多，湖北武汉洪山区张家湾金色城市小区门口，两辆车因会车发生纠纷，年轻的私家车主打了货车司机。货车司机气不过，开始撞击周围车辆。之后又冲杆闯进小区。现场围观人群惊慌逃散。[51]几位市民冲上去拉开车门将司机揪下车控制住，交给赶来的民警。4月13日，货车司机因涉嫌寻衅滋事罪已被警方依法刑事拘留。[52][53]
- 14时29分，K7384次列车在运行至锦州和承德之间时，列车机车和发电车发生脱轨，无人伤亡，多趟列车晚点或停运。[54]
- 晚上，浙江舟山的一艘渔船失联，船上载有16人，截止14日，已有5人遇难。[55]

## 4月13日
- 国务院发布《国务院关于同意设立江西内陆开放型经济试验区的批复》，同意设立江西内陆开放型经济试验区，试验区建设总体方案由国家发展改革委印发。这是继宁夏、贵州之后，中国第三个获批的内陆开放型试验区[56]。
- 陕西台资企业复工率达95%[57][58]。
- 中华人民共和国主席习近平同印度尼西亚总统佐科·維多多互致贺电，庆祝中国—印尼建交70周年[59][60]。

## 4月14日
- 中华人民共和国国务院总理李克强出席东盟与中日韩（10+3）抗击肺炎疫情领导人特别会议。李克强就10+3抗击疫情合作提出倡议，一是全力加强防控合作，提升公共卫生水平；二是努力恢复经济发展，推进区域经济一体化；三是着力密切政策协调，抵御各类风险挑战[61][62]。
- 武汉雷神山医院患者清零[63]。
- 北京市朝阳区青年路某小区门口，一名拒绝出示出入证、也拒绝佩戴口罩的外国人试图强行进入小区，在被保安阻拦后破口大骂，拳打脚踢，并摔了保安的手机，随后被保安用防暴钢叉制服。[64][65]此事件在网络引起热议。

## 4月15日
- 中央外事工作委员会办公室主任杨洁篪应约同美国国务卿蓬佩奥通电话[66]。
- 吉林松原乾安县503公路发生一起交通事故致11人死亡，5人受伤。[67]
- 破解百度网盘限速的软件Pandownload作者被逮捕，在网上引起热议。[68]

## 4月16日
- 恒大集团以人民币68亿1348万元的底价竞得广州市番禺区谢村体育设施地块及产业地块，开始建设广州恒大淘宝足球俱乐部的新主场[69]。

## 4月17日
- 国新办举行2020年一季度国民经济运行情况新闻发布会。一季度国内生产总值同比下降6.8%[70]。
- 武汉市新冠肺炎疫情防控指挥部发布《关于武汉市新冠肺炎确诊病例数确诊病例死亡数订正情况的通报》，订正数据显示，截至4月16日24时，武汉市累计确诊病例数订正为50333例；累计确诊病例的死亡数订正为3869例[71]。
- 黑龙江省纪委监委下发通报，对哈尔滨市近期COVID-19疫情防控不力的18名党员干部和公职人员追责问责[72]。

## 4月18日
- 中华人民共和国民政部批准海南省三沙市设立西沙区、南沙区[73][74]。
- 河南省新乡市原阳县政府在原阳县盛和府小区土方堆放场内，发现4具儿童尸体[75]。4名遇难儿童均系与小区相邻的温庄村人。初步判断，可能因土方压埋窒息死亡，具体原因需要进一步调查，7名相关责任人已被控制[76]。

## 4月19日
- 曾任中华人民共和国公安部党委委员、副部长，中国法学会副会长的孙力军目前正接受中央纪委国家监委纪律审查和监察调查[77]。

## 4月20日
- 中华人民共和国国家发展和改革委员会在线召开4月份例行新闻发布会，明确“新基建”范围，主要包括3个方面内容：信息基础设施、融合基础设施、创新基础设施[78]。

## 4月21日
- 中共中央总书记习近平来到陕西省安康市平利县老县镇锦屏社区考察调研并强调，易地搬迁后续帮扶最关键的是就业[79]。
- 外交部领事司提醒中国公民暂勿出国旅行[80]。
- 晚間，江蘇省連雲港市一家化工廠發生疑似爆炸事故[81]，截至22日上午暂无人员伤亡[82]。

## 4月23日
- 晚间，缅甸北部边境城镇木姐发生武装冲突，一座加油站受到袭击，炮火波及中国边境城镇姐告。目击者称有3发炮弹和数发子弹落入中国境内，有学校等建筑物及车辆被子弹击中，暂无人员伤亡消息。姐告边贸口岸受此影响已暂时关闭[83]。

## 4月24日
- 中国首次火星探测任务被命名为“天问一号”，后续行星任务依次编号[84]。
- 河北广宗县广宗镇3个村庄的自来水出现异常，颜色发黄且起泡，气味刺鼻。有村民洗脸、洗澡时被灼伤。4月25日，水质检测结果为酸超标，公安机关已经立案侦查[85]。

## 4月25日
- 4月23日下午2点左右，青岛市黄岛区小珠山发生一起山林火情。到4月24日上午6点，现场明火被全部扑灭，但在24日中午发生复燃。25日晚9时，黄岛区小珠山区域现场已扑灭6处火点，无人员伤亡[86]。

## 4月26日
- 中国大陆官媒《环球时报》在当日的报道，首次爆光外籍人士李亨利的真实容貌、实际身份和背景。该报道指李亨利涉嫌常年资助反华势力，是“乱港反中”活动中的“金主”。
- 10时许，增城警方接到报警，称石滩镇一房屋内有一名30岁本地男子在网上发布消息，称其手上有枪支，扬言要伤害他人。增城警方会同村干部及其家属对该男子姚某开展劝诫工作，但他一直躲在屋内反锁，不予理会。晚23时许，姚某突然冲出阳台，用自制枪支向民警开枪。民警果断开枪将其击伤，后姚某经送院抢救无效死亡[87]。

## 4月27日
- 国务院任免国家工作人员，任命韩占武为国家烟草专卖局副局长[88]。

## 4月28日
- 首个国产宫颈癌疫苗“馨可宁”获批，将正式上市，5月份起可预约接种。中国成为继美国、英国之后世界上第三个实现HPV疫苗自主供应的国家[89]。
- 国务院总理李克强主持召开国务院常务会议，要求加快信息网络等新型基础设施建设，以“一业带百业”，既助力产业升级、培育新动能，又带动创业就业，利当前惠长远[90][91]。
- 明星肖战25日上线的数字音乐作品《光点》，在28日的总销售额突破1亿元[92]。此张销售价3元的单曲自上线当日，销售量达2437万张、总销售额7313万元，超过2019年7月26日发行、蔡徐坤演唱的《YOUNG》（五元一张，总销售量1335万张，总销售额6674万元）[93]，由此，成为中国大陆，以及华语乐坛销售额、销售量最高的数字音乐作品。在此曲受到肖战粉丝热捧的同时，引发了中国网络舆论争议。外界将《光点》视为，肖战因肖战粉丝举报事件被中国网络舆论抵制后的“复出”之作[94][95]。

## 4月29日
- 十三届全国人大常委会第十七次会议决定：第十三届全国人民代表大会第三次会议将于2020年5月22日在北京召开[96][97]。
- 联合国世界粮食计划署4月在中国启动全球人道主义应急枢纽，为包括联合国系统、各国政府及其他人道主义合作伙伴在内的国际社会提供全球抗疫应急响应。首批抗疫医疗物资已于4月29日至30日运抵位于广州的菜鸟网络仓库枢纽[98][99]。
- 中国—韩国举行联防联控合作机制第二次视频会议，宣布建立中韩重要商务、物流、生产和技术服务急需人员往来“快捷通道”[100]。
- 中共中央政治局常务委员会召开会议，由中共中央总书记习近平主持，分析国内外COVID-19疫情防控形势，研究部署完善常态化疫情防控举措，研究确定支持湖北省经济社会发展一揽子政策[101][102]。
- 习近平发布《中华人民共和国主席令》（第四十四号），根据中华人民共和国第十三届全国人民代表大会常务委员会第十七次会议的决定，免去傅政华的司法部部长职务，任命唐一军为司法部部长。免去李干杰的生态环境部部长职务；任命黄润秋为生态环境部部长[103]。
- 国务院任免国家工作人员，正式任命孙金龙为生态环境部副部长[104][105][106]。

## 4月30日
- 共建粤港澳大湾区精准医学研究院合作协议在广州签署。省长马兴瑞，复旦大学校长、中科院院士许宁生等见证签约[107]。
- 中国移动携手华为完成5G基站在珠穆朗玛峰6500米前进营地的建设开通，成为全球海拔最高的5G基站。加上此前已在海拔5300米的珠峰珠峰大本营、海拔5800米的过渡营地建成的基站，理论上5G信号已实现对珠峰北坡登山路线及峰顶的覆盖[108]。
- 正值中国和尼泊尔建交65周年，为落实《中华人民共和国和尼泊尔联合声明》，自然资源部会同外交部、国家体育总局和西藏自治区政府组织了2020珠峰高程测量工作[109][110]。